# Nyirád
Nyirád je vas na Madžarskem, ki upravno spada pod podregijo Ajkai Županije Veszprém.